# 아이즈원 츄
《아이즈원 츄》(IZ*ONE CHU)는 엠넷에서 방영되는 아이즈원의 리얼리티 방송이다. 시즌 1은 2018년 10월 25일부터 2018년 11월 15일까지 방영이 됐다. 시즌 2는 《아이즈원 츄 - 비밀친구》라는 제목으로 2019년 3월 21일부터 2019년 4월 11일까지 방영되었다. 시즌 3는 《아이즈원 츄 - 환상캠퍼스》라는 제목으로 2020년 6월 3일부터 2020년 6월 10일까지 방영되었다. 시즌 4는 《아이즈원 츄 - ON:TACT》라는 제목으로 2020년 9월 23일부터 2020년 9월 30일까지 방영되었다.

## 출연자
- 대장토끼
- 꾸라
- 혜요미
- 오리
- 째욘
- 김쌈무
- 김민주 엔젤
- 나코
- 토미
- 쪼율
- 골든리트리버
- 워뇨

## 제작 과정
시즌 1
2018년 10월 12일, 방송의 티저 사진이 공개됨과 함께 첫 방송 날짜가 공개됐다. 첫 방송 12일 전인 10월 13일부터 24일까지 12일에 걸쳐서 카운트다운식으로 멤버별 티저 영상이 순차적으로 공개됐다. 22일에는 예고 영상이 공개됐다.
시즌 2
2019년 3월 13일, 방송의 티저 영상이 공개됐다.
시즌 3
2020년 5월 11일, 기사를 통해서 첫 방송 날짜가 공개됐다.

## 시청률
아래의 파란색 숫자는 '최저 시청률'이고, 빨간색 숫자는 '최고 시청률'입니다.

시청률조사회사와 지역별로 시청률에 차이가 있을 수 있습니다. 
| 회차 | 방송일자  | AGB 시청률 |
| ---- | --------- | ---------- |
| 1화  | 10월 25일 | 0.4%       |
| 2화  | 11월 1일  | 0.4%       |
| 3화  | 11월 8일  | 0.3%       |
| 4화  | 11월 15일 | 0.4%       |

| 회차 | 방송일자 | AGB 시청률 |
| ---- | -------- | ---------- |
| 1화  | 3월 21일 | 0.4%       |
| 2화  | 3월 28일 | 0.4%       |
| 3화  | 4월 4일  | 0.4%       |
| 4화  | 4월 11일 | 0.4%       |

| 회차 | 방송일자 | AGB 시청률 |
| ---- | -------- | ---------- |
| 1화  | 6월 3일  | 0.3%       |
| 2화  | 6월 10일 |            |

| 회차 | 방송일자 | AGB 시청률 |
| ---- | -------- | ---------- |
| 1화  | 9월 23일 | 0.3%       |
| 2화  | 9월 30일 | 0.4%       |